# Linley (More)
Linley – przysiółek w Anglii, w hrabstwie Shropshire. Leży 25 km na południowy zachód od miasta Shrewsbury i 225 km na północny zachód od Londynu. W latach 1870–1872 miejscowość liczyła 123 mieszkańców.